# ملعب نوربرتو "تيتو" توماغيلو
ملعب نوربرتو «تيتو» توماغيلو (بالإنجليزية: Estadio Norberto "Tito" Tomaghello)‏ هو ملعب كرة قدم يقع في بوينس آيرس، الأرجنتين، يتسع لـ 12,000 متفرج.

## التاريخ
افتتح الملعب في 1978.